# Luige (Kiili)
Luige is een plaats in de Estlandse gemeente Kiili, provincie Harjumaa. De plaats heeft de status van groter dorp of vlek (Estisch: alevik).

## Bevolking
De plaats had 1280 inwoners op 31 december 2011 en 1337 inwoners op 31 december 2021.

## Geschiedenis
Luige is een verbogen vorm van luik, ‘zwaan’. Tussen 1871 en 1910 stond in het gebied dat nu Luige is een herberg met die naam. Het gebied hoorde toen bij het landgoed van Sausti. Na 1920, toen het landgoed onteigend was, ontstond het dorp Luige. Voor Estische begrippen groeide het dorp snel. In 2000 had het 569 inwoners. In 2008 kreeg Luige de status van vlek (alevik).
In 2019 kreeg Luige bij een grondruil tussen de gemeenten Saku en Kiili een deel van het buurdorp Tammejärve en alle 11 inwoners van het dorp erbij.